# Регистрация на въздухоплавателни средства
Регистрацията на въздухоплавателни средства е задължителен процес по силата на Чикагската конвенция за международно гражданско въздухоплаване, влязла в сила на 4 април 1947 г., при който на въздухоплавателно средство се присвоява уникален идентификационен знак, обикновено състоящ се от комбинация от букви и цифри, който служи за идентифицирането му.
Всеки самолет има регистрационен номер по подобие на моторните превозни средства. В най-общия случай се обозначава на опашката на самолета.